# 3人の逃亡者
『3人の逃亡者』（さんにんのとうぼうしゃ、Three Fugitives）は、1989年のアメリカ合衆国の犯罪コメディ映画。フランシス・ヴェベール監督・脚本、ニック・ノルティ、マーティン・ショート、ジェームズ・アール・ジョーンズ、アラン・ラック出演。ヴェベールが監督したジェラール・ドパルデュー主演の1986年のフランス映画『3人の逃亡者/銀行ギャングは天使を連れて』のリメイク作品である。

## ストーリー
ワシントン州のマクニール島刑務所に5年間服役した武装強盗の常習犯であるルーカスは、刑期を終え出所する。出所したルーカスを出迎えたのは彼を逮捕したデューガンだった。彼から嫌味を言われるルーカスだが、自分は堅気になり二度と刑務所に入らないと話し彼に銀行まで送るよう頼む。銀行に着いたルーカスが口座の開設手続きを行っていると、そこに銀行強盗犯が突入して来た。だが強盗犯はドジで何をやっても失敗し、彼が金を手に入れるのに手こずっている間に警察が銀行を包囲する。強盗犯はルーカスを人質にして外に出るが、前科者のルーカスが強盗をやったと思い込んでいるデューガンは彼に向かって説得する。ルーカスは強盗犯に自分は人質だとデューガンたちに言うよう耳打ちするが、警察に囲まれたショックで強盗犯は気を失う。強盗犯の目を覚まさせたルーカスは彼が気を失ったときに落とした銃を拾わせるが、ルーカスが強盗犯の態勢を整えようとしたときのはずみで銃の引き金を引いてしまい銃撃戦になる。口だけ達者の強盗犯に巻き込まれ出ていけなくなったルーカスは、強盗犯の振りをして2人で逃亡することになる。
逃げる前に強盗犯から誤って足を撃たれたため出血するなかで運転していたルーカスだが、途中意識を失い脇道にそれて事故を起こす。運良く警察をまくことに成功した後意識を取り戻したルーカスは、5年服役して出所したにもかかわらず無実の罪で再び刑務所に入れられるのはまっぴらだと強盗犯に言い、警察署に行って自白するよう命令する。しかし刑務所は嫌だとごねる強盗犯に腹が立ったルーカスは、彼を引きづって警察署に行き彼が強盗犯だと警察官に言う。だが強盗犯は罪をルーカスになすりつけ、絶対に刑務所へは行かないと彼に伝える。警察官たちは前科があるルーカスが強盗犯だと勘違いし、彼は警察官を振り払って金を奪いに来た強盗犯と共に逃げる。人気のない場所に来たルーカスは意識が朦朧とし始め、強盗犯に金を渡して消え失せるよう言い捨てる。ルーカスの身を案じた強盗犯は、彼を知り合いの元獣医であるホーヴァスの所に連れて行く。ホーヴァスは認知症気味で、ルーカスを動物と勘違いしつつも彼の足から弾丸を取り出す。
その頃ルーカスと一緒に逃げた男について調べていたデューガンたちは、男がネッド・ペリーという名前で2年前に妻を亡くして以来無気力になり仕事をクビになったことや養護学校に通う6歳の娘がいることを突き止める。

## キャスト
| 役名           | 俳優                           | 日本語吹替                                                                                                  |
| 役名           | 俳優                           | フジテレビ版                                                                                                |
| -------------- | ------------------------------ | --- |
| ルーカス       | ニック・ノルティ               | 玄田哲章 |
| ネッド・ペリー | マーティン・ショート           | 江原正士 |
| メグ・ペリー   | サラ・ローランド・ドロフ       | 野沢満恵 |
| デューガン     | ジェームズ・アール・ジョーンズ | 富田耕生 |
| テナー         | アラン・ラック                 | 宮本充 |
| ホーヴァス     | ケネス・マクミラン             | 滝口順平 |
| チャーリー     | ブルース・マッギル             | 麦人 |
| 婦警           | リー・ガーリントン             | 金野恵子 |
| タッカー       | サイ・リチャードソン           | 池田勝 |
| 受付嬢         | キャシー・キニー               | 安達忍 |
| 釣り人         | ジャック・マクギー             | 笹岡繁蔵 |
| 用務員1        | ラリー・コックス               | 荒川太郎 |
| 用務員2        | ジェフ・ペリー                 | 徳丸完 |
| 手下1          | ジョン・C・クック              | |
| 手下2          | ブライアン・トンプソン         | |
| 警官1          | ウッディ・エネイ               | |
| 警官2          | ジョン・アイルワード           | |
| その他         |                                | 大山高男 秋元羊介 小室正幸 田原アルノ 峰恵研 稲葉実 磯辺万沙子 有本欽隆 西村知道 幹本雄之 土方優人 桜井敏治 |
|                |                                | |
| 演出           |                                | 小林守夫 |
| 翻訳           |                                | 木原たけし                                                                                                  |
| 調整           |                                | 荒井孝 |
| 担当           |                                | 山形淳二 |
| 解説           |                                | 高島忠夫 |
| 制作           |                                | 東北新社 |
| 初回放送       |                                | 1993年1月30日 『ゴールデン洋画劇場』                                                                        |

## スタッフ
- 監督・脚本・製作総指揮：フランシス・ヴェベール
- 製作：ローレン・シュラー・ドナー
- 撮影監督：ハスケル・ウェクスラー,A.S.C.
- プロダクションデザイナー：リック・カーター
- 編集：ブルース・グリーン
- 衣裳デザイン：エイプリル・フェリー
- 音楽：デヴィッド・マクヒュー（英語版）